# Сенд-Рок
Сенд-Рок (англ. Sand Rock) — місто (англ. town) в США, в округах Черокі і Декальб штату Алабама. Населення — 591 особа (2020).

## Географія
Сенд-Рок розташований за координатами 34°13′49″ пн. ш. 85°46′18″ зх. д. / 34.23028° пн. ш. 85.77167° зх. д. (34.230200, -85.771561).  За даними Бюро перепису населення США в 2010 році місто мало площу 11,29 км², уся площа — суходіл.

## Демографія
Згідно з переписом 2010 року, у місті мешкало 560 осіб у 213 домогосподарствах у складі 170 родин. Густота населення становила 50 осіб/км².  Було 243 помешкання (22/км²).
Расовий склад населення:
| - 97,5 % — білих - 0,7 % — корінних американців - 1,1 % — осіб інших рас |

До двох чи більше рас належало 0,7 %. Частка іспаномовних становила 2,9 % від усіх жителів.
За віковим діапазоном населення розподілялося таким чином: 24,1 % — особи молодші 18 років, 61,6 % — особи у віці 18—64 років, 14,3 % — особи у віці 65 років та старші. Медіана віку мешканця становила 40,0 року. На 100 осіб жіночої статі у місті припадало 95,8 чоловіків;  на 100 жінок у віці від 18 років та старших — 98,6 чоловіків також старших 18 років.
Середній дохід на одне домашнє господарство  становив 58 232 долари США (медіана — 44 375), а середній дохід на одну сім'ю — 63 074 долари (медіана — 52 321). Медіана доходів становила 51 786 доларів для чоловіків та 30 469 доларів для жінок. За межею бідності перебувало 5,9 % осіб, у тому числі 8,1 % дітей у віці до 18 років та 1,5 % осіб у віці 65 років та старших.
Цивільне працевлаштоване населення становило 283 особи. Основні галузі зайнятості: освіта, охорона здоров'я та соціальна допомога — 24,4 %, виробництво — 15,5 %, будівництво — 12,0 %, роздрібна торгівля — 10,6 %.